# Championnat d'Algérie de football 2008-2009
Navigation
Division 1
2007-2008 Division 1
2009-2010
Le championnat d'Algérie de football 2008-2009 est la 47e édition du championnat d'Algérie de football. Cette édition, organisée avec 17 participants, est notamment perturbée par l'« affaire RCK-FAF ».
L'ES Sétif remporte son quatrième titre de champion d'Algérie.

## Résumé de la saison
Le championnat débute le 7 août 2008 et se termine le 28 mai 2009. Trois clubs sont initialement promus de Division 2 : le MC El Eulma, le MSP Batna et l'USM El Harrach.
Cependant, le 29 septembre 2008, le RC Kouba intègre la 1re Division sur décision du Tribunal arbitral du sport,. Le championnat passe alors de 16 à 17 participants et le calendrier doit être réaménagé. En effet, étant donné que la compétition a débuté depuis près de deux mois et que sept journées de championnat ont déjà été jouées, la Ligue nationale de football se voit obligée d'adopter un nouveau calendrier. Ce dernier est publié le 4 novembre, soit trois mois après l'entame de la compétition. Le RC Kouba commence sa saison avec 10 matchs en retard. Les modalités de relégation se voient également modifiées puisque deux clubs seulement seront relégués en fin de saison, contre trois, lors des cinq éditions précédentes. La décision d'intégrer le RCK en Division 1 implique aussi la modification du classement de la dernière saison de Division 2.
À l'issue de la saison, l'ES Sétif remporte le championnat et se qualifie pour la Ligue des champions de la CAF 2010. La JS Kabylie, vice-championne, se qualifie également pour la C1. La JSM Béjaia troisième n'est pas qualifié pour la Coupe de la confédération 2010 pour des raisons inconnues et injustes, le CR Belouizdad, vainqueur de la Coupe d'Algérie, se qualifie pour la Coupe de la confédération 2010. Le RC Kouba et le MC Saïda sont relégués en Division 2.

### Supercoupe 2008
La Supercoupe d'Algérie de football 2008 opposant la JS Kabylie, champion d'Algérie a la JSM Béjaia, vainqueur de la coupe d'Algérie a été prévue en mois de novembre 2008, mais la grande rencontre n'est pas eu lieu a cause de la direction des kabyle qu'ils ont déclaré forfait à la dernière minute mais aussi du retard du Stade du 5-Juillet-1962 qui était encore en rénovation.

### Affaire RCK-FAF
Cette saison est marquée par l'affaire opposant le Raed Chabab Kouba à la Fédération algérienne de football,.

## Classement final
Le classement est établi sur le barème de points suivant : une victoire vaut 3 points, un match nul 1 point et une défaite 0 point.
| Rang | Équipe                   | Pts | J  | G  | N  | P  | Bp | Bc | Diff |
| ---- | ------------------------ | --- | -- | -- | -- | -- | -- | -- | ---- |
| 1    | ES Sétif                 | 62  | 32 | 18 | 8  | 6  | 53 | 25 | +28  |
| 2    | JS Kabylie T             | 59  | 32 | 15 | 14 | 3  | 38 | 19 | +19  |
| 3    | JSM Béjaïa               | 53  | 32 | 15 | 8  | 9  | 33 | 20 | +13  |
| 4    | CR Belouizdad C          | 50  | 32 | 15 | 5  | 12 | 33 | 27 | +6   |
| 5    | MC Alger                 | 49  | 32 | 13 | 10 | 9  | 40 | 38 | +2   |
| 6    | USM Alger                | 48  | 32 | 13 | 9  | 10 | 38 | 31 | +7   |
| 7    | CA Bordj Bou Arreridj -1 | 48  | 32 | 14 | 7  | 11 | 34 | 33 | +1   |
| 8    | MC El Eulma P            | 46  | 32 | 13 | 7  | 12 | 37 | 35 | +2   |
| 9    | ASO Chlef                | 44  | 32 | 11 | 11 | 10 | 40 | 43 | -3   |
| 10   | USM Annaba               | 41  | 32 | 11 | 8  | 13 | 31 | 34 | -3   |
| 11   | USM El Harrach P         | 40  | 32 | 10 | 10 | 12 | 36 | 40 | -4   |
| 12   | AS Khroub                | 39  | 32 | 9  | 12 | 11 | 30 | 37 | -7   |
| 13   | NA Hussein Dey           | 39  | 32 | 10 | 9  | 13 | 28 | 35 | -7   |
| 14   | MSP Batna P              | 38  | 32 | 10 | 8  | 14 | 26 | 35 | -9   |
| 15   | USM Blida                | 33  | 32 | 8  | 9  | 15 | 23 | 31 | -8   |
| 16   | MC Saïda                 | 29  | 32 | 7  | 8  | 17 | 25 | 40 | -15  |
| 17   | RC Kouba P               | 23  | 32 | 6  | 5  | 21 | 23 | 44 | -21  |

Résultat
- Qualifié pour la Ligue des champions 2010
- Qualifié pour la Coupe de la confédération 2010
- Non qualifié pour la Coupe de la confédération 2010 pour des raisons inconnues

Relégation
- Relégation en Division 2

Abréviations
T : Tenant du titre

C : Vainqueur de la Coupe d'Algérie 2008-2009

P : Promus de Division 2

-1 : 1 point de pénalité

### Résultats
| Résultats (▼dom., ►ext.)                                   | ASK | ASOC | CABBA | CRB | ESS  | JSK  | JSMB | MCA | MCEE | MCS | MSPB | NAHD | RCK | USMA | USMAn | USMB | USMH |
| AS Khroub                                                  |     | 2-2  | 2-1   | 1-2 | 0-2  | 1-1  | 2-2  | 0-0 | 1-0  | 2-0 | 1-0  | 0-0  | 2-0 | 3-1  | 1-0   | 2-0  | 1-2  |
| ASO Chlef                                                  | 1-1 |      | 2-2   | 1-0 | 1-1  | 0-3* | 1-0  | 2-1 | 1-1  | 3-2 | 2-1  | 1-2  | 3-2 | 2-1  | 2-1   | 1-0  | 0-0  |
| CA Bordj Bou Arreridj                                      | 1-0 | 3-1  |       | 0-1 | 1-0  | 3-2  | 1-1  | 2-0 | 1-0  | 2-0 | 2-1  | 1-1  | 2-1 | 1-0  | 0-0   | 1-0  | 1-0  |
| CR Belouizdad                                              | 2-1 | 1-0  | 1-1   |     | 1-1  | 1-0  | 2-1  | 1-2 | 3-0  | 1-1 | 3-0  | 1-0  | 1-0 | 1-1  | 1-0   | 0-1  | 1-0  |
| ES Sétif                                                   | 3-0 | 2-1  | 3-0*  | 2-0 |      | 1-1  | 1-0  | 1-0 | 2-0  | 1-0 | 3-1  | 2-0  | 3-2 | 1-1  | 5-2   | 2-1  | 2-1  |
| JS Kabylie                                                 | 0-0 | 1-0  | 2-0   | 2-1 | 2-1  |      | 0-0  | 1-1 | 1-0  | 1-0 | 1-0  | 1-1  | 1-0 | 0-0  | 1-1   | 3-1  | 1-1  |
| JSM Béjaïa                                                 | 0-0 | 2-0  | 1-1   | 0-1 | 1-0  | 0-0  |      | 3-0 | 1-0  | 1-0 | 3-0  | 1-0  | 2-0 | 0-1  | 3-1   | 1-0  | 2-0  |
| MC Alger                                                   | 3-3 | 2-2  | 1-0   | 1-1 | 2-1  | 2-1  | 1-0  |     | 3-0  | 2-1 | 1-2  | 2-2  | 1-0 | 0-0  | 1-0   | 1-1  | 2-0  |
| MC El Eulma                                                | 3-0 | 1-1  | 3-2   | 1-0 | 3-2  | 0-0  | 2-0  | 2-1 |      | 3-1 | 3-1  | 1-0  | 2-1 | 1-0  | 1-0   | 3-1  | 2-2  |
| MC Saïda                                                   | 3-0 | 0-1  | 1-0   | 1-0 | 2-5  | 2-4  | 1-1  | 0-2 | 0-0  |     | 3-1  | 1-0  | 0-2 | 1-0  | 0-1   | 0-0  | 3-1  |
| MSP Batna                                                  | 1-1 | 2-1  | 1-0   | 0-1 | 0-0  | 1-1  | 0-1  | 0-1 | 1-0  | 1-1 |      | 2-1  | 2-1 | 2-1  | 0-0   | 1-0  | 1-0  |
| NA Hussein Dey                                             | 0-0 | 1-0  | 1-2   | 1-0 | 0-0  | 0-1  | 0-1  | 4-2 | 1-0  | 1-0 | 1-3  |      | 0-2 | 2-1  | 1-1   | 0-0  | 2-1  |
| RC Kouba                                                   | 2-0 | 0-0  | 0-1   | 1-0 | 0-1  | 0-2  | 1-2  | 0-2 | 1-3  | 0-0 | 0-0  | 0-2  |     | 2-4  | 1-1   | 1-0  | 0-0  |
| USM Alger                                                  | 3-0 | 1-1  | 3-1   | 2-1 | 1-1  | 0-0  | 2-1  | 3-0 | 3-3  | 1-0 | 1-0  | 3-0  | 0-2 |      | 1-0   | 1-1  | 0-2  |
| USM Annaba                                                 | 1-0 | 1-1  | 2-0   | 2-1 | 1-1  | 0-1  | 1-0  | 3-1 | 1-0  | 2-0 | 1-1  | 3-1  | 1-0 | 0-1  |       | 3-2  | 2-1  |
| USM Blida                                                  | 1-0 | 3-4  | 1-1   | 1-2 | 0-0  | 0-2  | 0-0  | 0-0 | 2-1  | 0-0 | 1-1  | 1-2  | 1-0 | 2-0  | 2-0   |      | 2-0  |
| USM El Harrach                                             | 1-1 | 3-2  | 1-0   | 2-1 | 0-3* | 1-1  | 1-2  | 2-2 | 2-1  | 1-1 | 1-0  | 0-0  | 5-1 | 1-0  | 1-0   | 1-0  |      |
| - Victoire à domicile - Match nul - Victoire à l'extérieur |     |      |       |     |      |      |      |     |      |     |      |      |     |      |       |      |      |

## Meilleurs buteurs
| Rang | Joueur           | Club                   | Buts |
| ---- | ---------------- | ---------------------- | ---- |
| 1    | Mohamed Messaoud | ASO Chlef              | 19   |
| 2    | Lamouri Djediat  | ES Sétif               | 12   |
| 3    | Nabil Hemani     | JS Kabylie             | 11   |
| 3    | Gérard Mongolo   | MC El Eulma            | 11   |
| 5    | Adlène Bensaïd   | JS Kabylie             | 9    |
| 5    | Youcef Saïbi     | USM El Harrach         | 9    |
| 7    | Hamza Boulemdaïs | JSM Béjaïa             | 8    |
| 7    | Ramzi Bourakba   | USM El Harrach         | 8    |
| 7    | Cheikh Hamidi    | USM Annaba / USM Alger | 8    |
| 7    | Farès Hemitti    | USM Blida              | 8    |
| 7    | Rafan Sidibé     | MSP Batna              | 8    |
| 7    | Abdelmalek Ziaya | ES Sétif               | 8    |